# Quararibea santaritensis
Quararibea santaritensis är en malvaväxtart som beskrevs av W.S. Alverson. Quararibea santaritensis ingår i släktet Quararibea och familjen malvaväxter. Inga underarter finns listade i Catalogue of Life.